# Fiat Stilo
Pour les articles homonymes, voir Stilo.

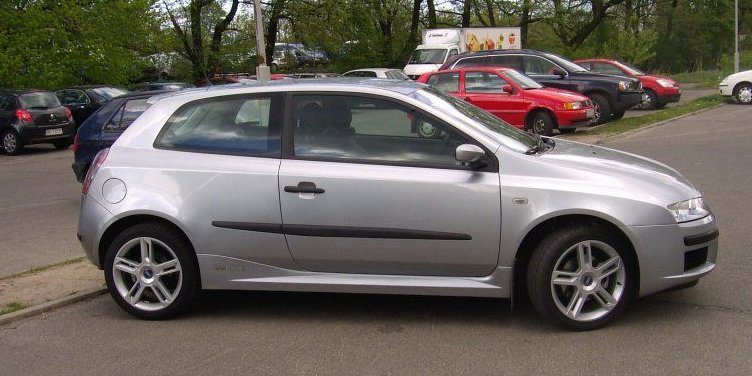
Fiat Stilo 3 portes

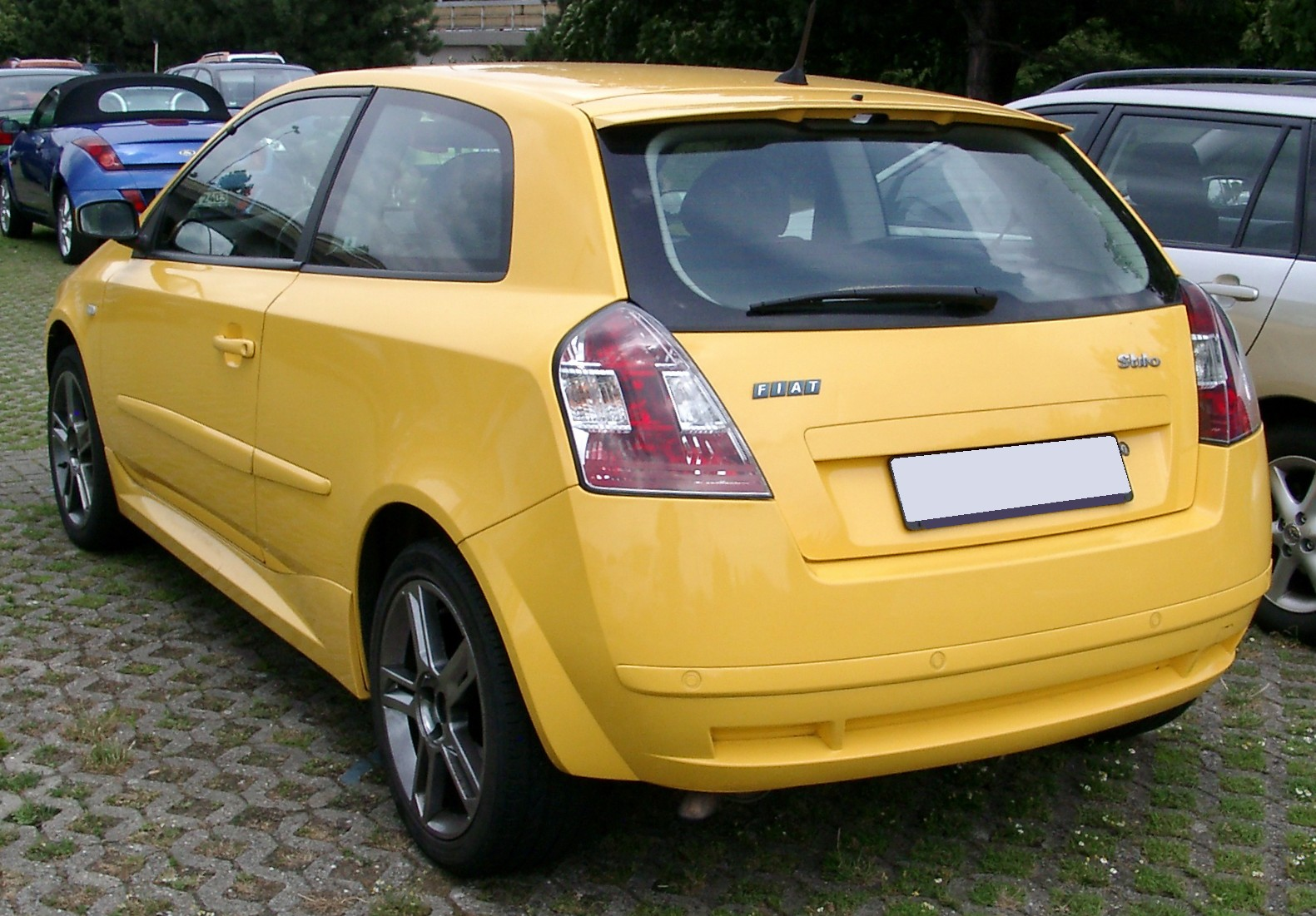
Fiat Stilo 3 portes

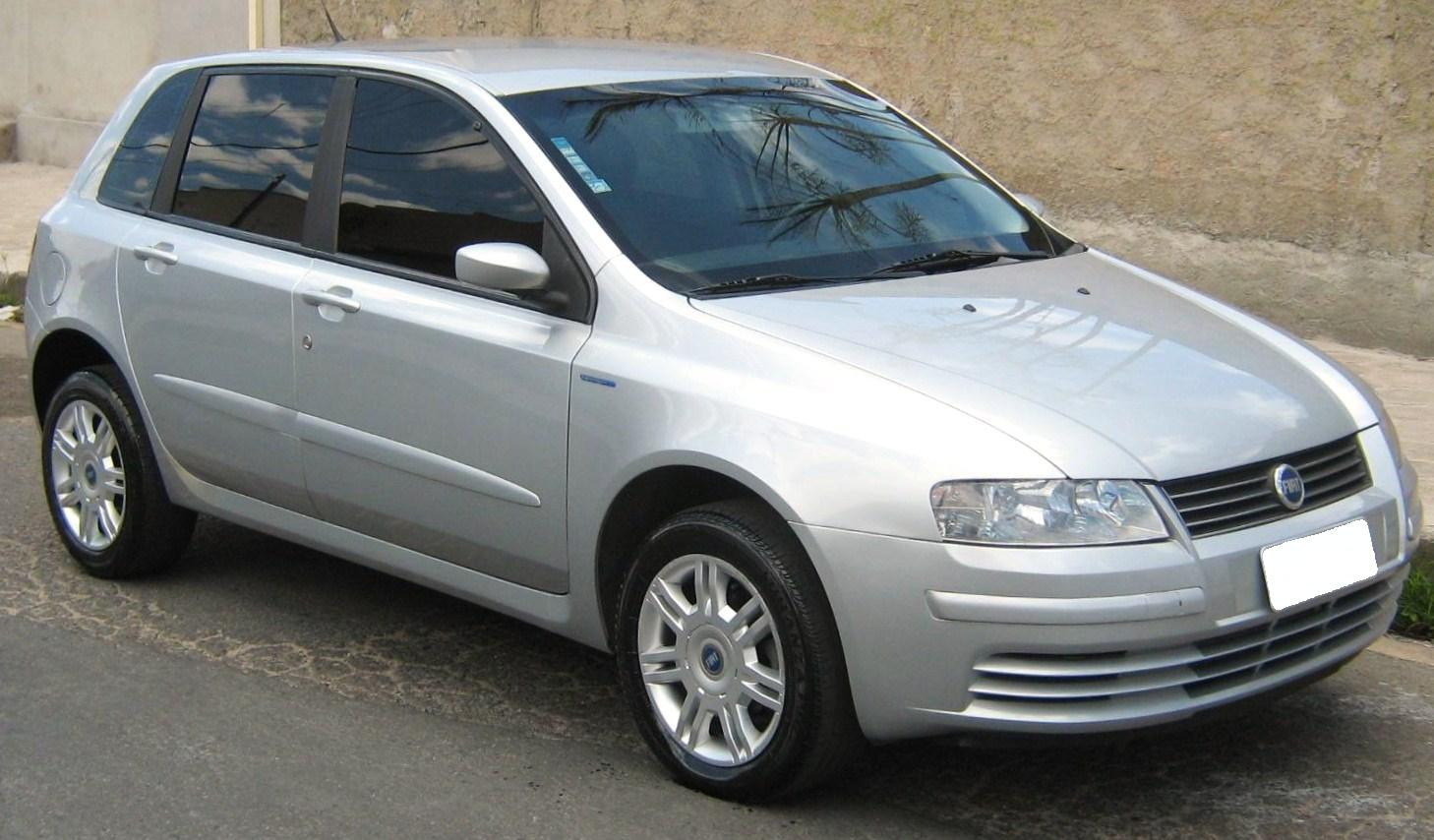
Fiat Stilo 5 portes

La Fiat Stilo est une berline compacte du constructeur automobile italien Fiat, produite de 2001 à 2010 (2007 en Europe).

## Présentation
Les premières esquisses de la Stilo remontent à 1998. Le dessin du designer Mauro Basso du Centro Stile Fiat est sélectionné à l'été de cette même année comme base de travail pour le style de la future berline compacte de Fiat, dont le style final sera figé quelques mois plus tard sous la supervision de Peter Fassbender.
Présentée le 11 septembre 2001 pour remplacer la Fiat Bravo/Brava, elle est lancée en début octobre 2001 en Italie puis lancée à travers l'Europe dans les semaines qui suivent. Elle est d'abord disponible en 3 et 5 portes. Chacune possède une présentation différente : la 3 portes à l'allure sportive mesure 4,17 m et affiche une hauteur de 1,47 m et la 5 portes à la ligne plus classique, profite de sa longueur de 4,25 m et de sa hauteur de 1,52 m pour proposer une des meilleures habitabilités de la catégorie. Au-delà de sa hauteur inhabituellement importante, la version 5 portes s'inspire de la récente tendance des monospaces compacts pour proposer un habitacle particulièrement modulable et agréable à vivre pour ses occupants. Ce dernier comprend une banquette arrière fractionnable et réglable en profondeur, une tablette au dos du siège passager (ce dernier est par ailleurs rabattable à plat), une trappe à ski, et offre une grande luminosité grâce à six grandes vitres latérales et au toit panoramique à 5 lamelles Skywindow,.
La Fiat Stilo marque un réel changement pour la marque turinoise concernant l'aménagement intérieur. En effet, sa qualité de fabrication est à la hausse par rapport aux productions précédentes de la marque italienne. La planche de bord, "germanisée", profite de matériaux moussés jamais vus sur un modèle Fiat, bien que l'ensemble n'atteigne pas la qualité de production des références de la catégorie. L'offre d'équipements est particulièrement riche pour un véhicule sorti en 2001, puisque figurent parmi la liste des options le système keyless, le combiné GPS-téléphone avec centrale de réservation téléphonique, les sièges électriques, le radar distronic, le système audio à commande vocale, les palettes F1 robotisés au volant et les feux au xénon.
À sa sortie, la Stilo est dotée de quatre moteurs essence et deux moteurs diesel. La palette de motorisations a été simplifiée en fin de carrière : la version sport 2,4 essence Abarth développant 170 ch pourtant a été retirée du catalogue ; elle comprend un moteur 1,4 essence et deux moteurs diesel de 120 et 140 ch. Les moteurs essence (hormis le 1.2) sont volontaires et assez sobres et les motorisations diesel performantes, très fiables et endurantes.
La Stilo est rejointe en janvier 2003 par une déclinaison break, nommée Multi Wagon. Celui-ci est 45 mm plus haut que la berline, dont il conserve l'empattement, et ajoute 26 cm de longueur, situés au porte-à-faux arrière. La hauteur d'assise est également plus élevée, le positionnant ainsi comme un concurrent du Peugeot 307 SW, qui combine lui aussi les attributs d'un break et ceux d'un monospace. Deux ans plus tard, ce break est décliné en une version Uproad (Giardinetta en Italie), caractérisée par un style baroudeur.
Elle est restylée dès janvier 2004. Elle reçoit à cette occasion un nouveau bloc diesel 1.9 JTD Multijet 140 ch, et le 1.2 16v 80 ch cède sa place au 1.4 16v 95 ch. C'est la version 5 portes qui a bénéficié de retouches esthétiques : hayon et optiques revus, baguettes latérales ton caisse, logo Fiat plus gros qu'auparavant. Un nouveau garnissage bicolore est également disponible à l'intérieur.

## Finitions

### Première gamme
À sa sortie en 2001, la gamme Stilo n'était composée que de deux niveaux de finition. La finition Active représentait le modèle entrée de gamme et la finition Dynamic le haut de gamme.
- Active (remplacée par Attractive)
- Dynamic
- Abarth
- Active Plus, série limitée belge
- Attractive Pack, série limitée
- Country Club, série limitée belge[réf. nécessaire]
- Racing, série limitée
- Skywindow, série limitée
- Sporting, série limitée
- Sergio Tacchini, en Belgique

### Seconde gamme
- Class
- Emotion
- Schumacher, d'abord vendue sous forme de série limitée, puis intégrée à la gamme. Équipé d'un kit carrosserie spécifique du fabricant allemand Zender.
- Uproad
- Sparco, série limitée
- Cult

## Motorisations

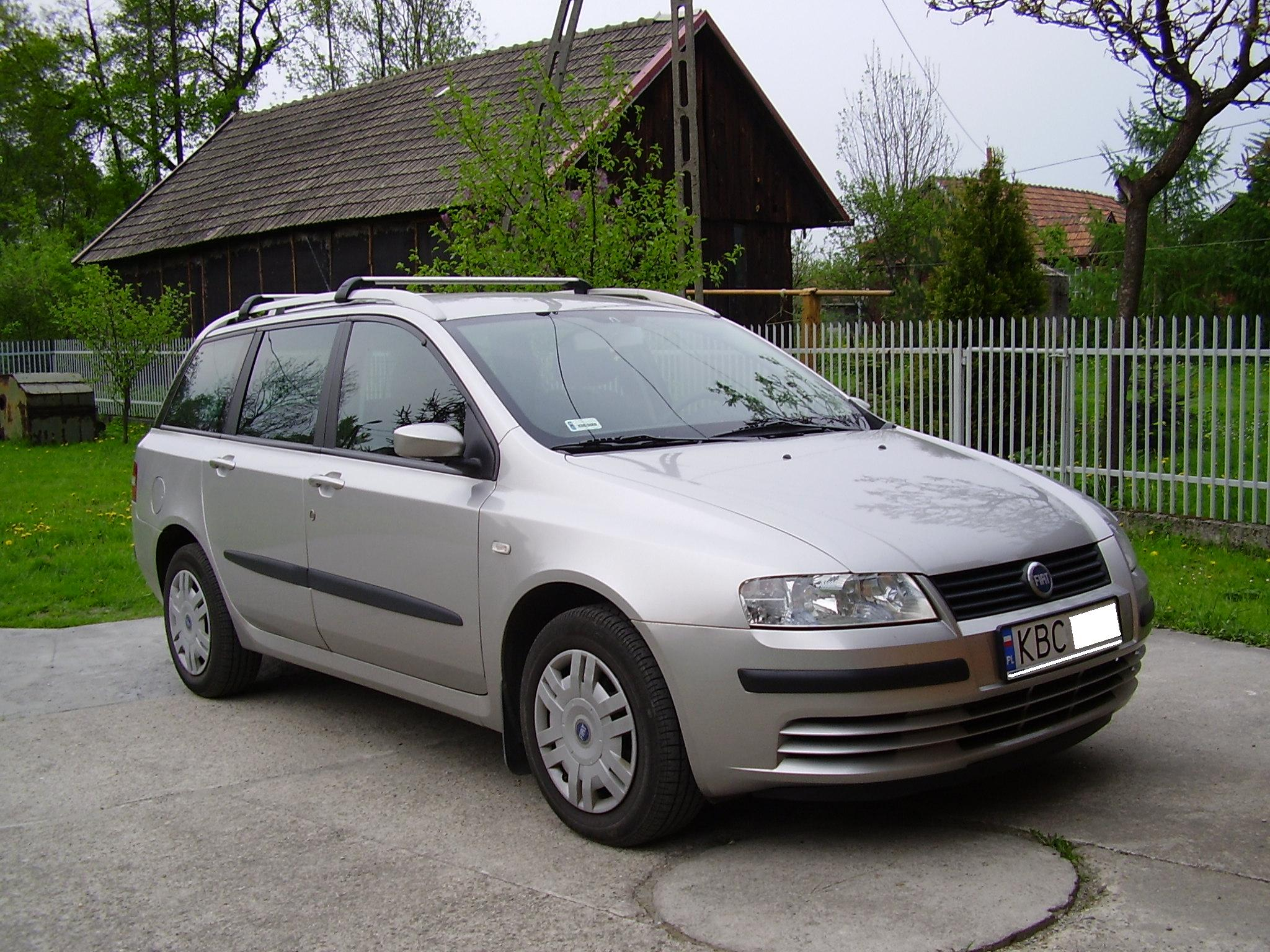
Fiat Stilo Multi Wagon

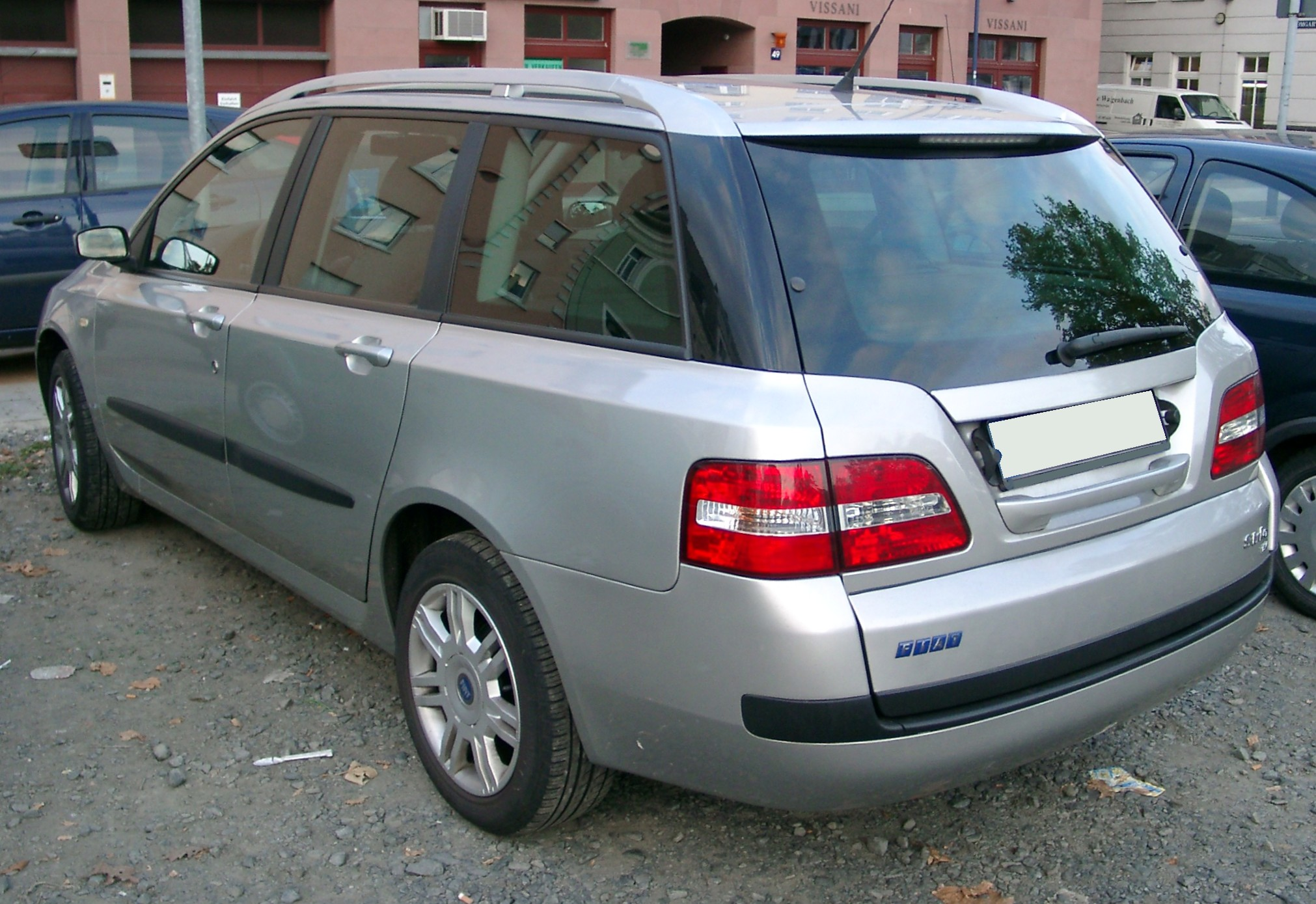
Fiat Stilo MW vue arrière

### Essence
- 1,2 litre 16V 80
  - Puissance maxi : 80 ch
  - Couple maxi : 114 N m
  - Vitesse maxi (3p. / 5p.) : 172 / 170 km/h
  - 0 à 100 km/h (3p. / 5p.) : 13,4 / 13,8 s
  - Consommation mixte (3p. / 5p.) : 6,3 / 6,5 l/100 km
  - Émission CO2 (3p. / 5p.) : 149 / 155 g/km
- 1,4 litre 16V 95 (disponible seulement pour les versions 3 et 5 portes)
  - Puissance maxi : 95 ch
  - Couple maxi : 128 N m
  - Vitesse maxi : 180 km/h
  - 0 à 100 km/h : 12 s
  - Consommation mixte : 6,5 l/100 km
  - Émission CO2 : 153 g/km

- 1,6 litre 16V 103
  - Puissance maxi : 103 ch
  - Couple maxi : 145 N m
  - Vitesse maxi (3p. / 5p.) : 185 / 183 km/h
  - 0 à 100 km/h (3p. / 5p.) : 10,5 / 10,9 s
  - Consommation mixte (3p. / 5p.) : 7,3 / 7,4 l/100 km
  - Émission CO2 (3p. / 5p.) : 173/176 g/km
- 1,8 litre 16V 133
  - Puissance maxi : 133 ch
  - Couple maxi : 162 N m
  - Vitesse maxi (3p. / 5p.) : 202 / 200 km/h
  - 0 à 100 km/h (3p. / 5p.) : 9,9 / 10,3 s
  - Consommation mixte (3p. / 5p.) : 8,0 / 8,1 l/100 km
  - Émission CO2 (3p. / 5p.) : 190 / 194 g/km
- 2,4 litres 20V
  - Puissance maxi : 170 ch
  - Couple maxi : 265 N m
  - Vitesse maxi (3p. / 5p.) : 221 / 219 km/h
  - 0 à 100 km/h (3p. / 5p.) : 8,2 / 8,5 s
  - Consommation mixte (3p. / 5p.) : 8,5 / 11,2 l/100 km
  - Émission CO2 (3p. / 5p.) : 231 / 233 g/km

### Diesel Multijet
- 1,9 litre JTD 80
  - Puissance maxi : 80 ch
  - Couple maxi : 200 N m
  - Vitesse maxi (3p. / 5p.) : 172/170 km/h
  - 0-100 km/h : 12,9 s
  - Consommation mixte : 5,4 l/100 km
  - Émission CO2 : 144 g/km
- 1,9 litre JTD 115
  - Puissance maxi : 115 ch
  - Couple maxi : 255 N m
  - Vitesse maxi (3p. / 5p.) : 192 / 190 km/h
  - 0 à 100 km/h : 9,8 s
  - Consommation mixte : 5,3 l/100 km
  - Émission CO2 : 139 g/km
- 1,9 litre 16V 140
  - Puissance maxi : 140 ch
  - Couple maxi : 328 N m
  - Vitesse maxi : 211 km/h
  - 0 à 100 km/h : 8,6 s
  - Consommation mixte : 5,6 l/100 km
  - Émission CO2 : 168 g/km

## Sécurité
La Fiat Stilo a obtenu cinq étoiles aux crash-tests Euro NCAP.
- Note totale :
- Chocs frontaux : 89 % de réussite
- Chocs latéraux : 92 % de réussite
- Protection des enfants :
- Protection des piétons :

## La Fiat Stilo dans le monde
La Fiat Stilo 5 portes est également fabriquée au Brésil dans l'usine Fiat de Betim à 102 662 exemplaires de 2002 à 2010 (à plus de 200 exemplaires par jour), ce qui permet d'alimenter le marché sud-américain où la marque Fiat est bien installée. Le modèle est exporté du Brésil vers plusieurs pays du continent, tels que l'Argentine, l'Uruguay et le Chili.

## Évolution de carrière et remplacement
Malgré ses nombreux atouts, des prix attractifs, de légers restylages et des séries spéciales, la Fiat Stilo n'a pas rencontré un grand succès commercial en Europe (180 000 exemplaires annuels au maximum, contre 400 000 escomptés,), encore moins que les modèles du milieu de gamme qui l'ont précédée. La chute des ventes a été particulièrement rapide : en 2003, les ventes de la Stilo en France ont été divisées par deux par rapport à l'année précédente.
La raison principale de cet échec commercial vient probablement de sa définition beaucoup trop germanisante, les dirigeants de Fiat ayant voulu créer une Volkswagen Golf italienne. Cela s'est traduit par un style bien travaillé mais austère et un comportement routier trop typé allemand, très sûr mais flottant et peu agréable, alors que celui des Bravo était vif et amusant. De plus, l'insonorisation trop peu poussée et l'amortissement pas assez rigoureux nuisaient à l'agrément, tout comme la direction électrique peu informative. Fiat n'a pas mis en valeur ces équipements, ni l'astucieuse banquette coulissante et inclinable de la 5 portes. Après une présentation où se sont manifestés divers problèmes électroniques (la grande majorité des voitures aurait été concernée), le réseau français aurait mal considéré cette voiture que les vendeurs ont vite estimée difficile à défendre, en raison de son prix plus élevé qu'à l'accoutumée sur une compacte Fiat et de l'esthétique jugée peu attirante de la version à 5 portes.
En Europe, la Fiat Stilo est remplacée en 2007 par la nouvelle Fiat Bravo II. Elle poursuit sa carrière jusqu'en 2010 au Brésil.